# Katharine Alexander
Katharine Alexander (parfois créditée Katherine Alexander) est une actrice américaine, née le 22 septembre 1898 à Fort Smith (Arkansas), morte le 10 janvier 1981 à Tryon (Caroline du Nord).

## Biographie
Au théâtre, Katharine Alexander joue à Broadway (New York) entre 1917 et 1948, dans vingt-trois pièces et une comédie musicale (en 1919). Hors Broadway, mentionnons sa participation à la création britannique, à Londres en juillet 1949, de la pièce d'Arthur Miller Mort d'un commis voyageur (qui venait d'être créée à Broadway en février de la même année), aux côtés de Paul Muni.
Au cinéma, elle apparaît dans quarante-trois films américains, de 1930 (un court métrage) à 1949 (John loves Mary, avec Patricia Neal — son premier film — et Ronald Reagan). Entre autres, elle est Mme Townsend dans Le Voile des illusions (1934, avec Greta Garbo et Herbert Marshall), Mme Lloyd Rogers dans Une certaine femme (1937, avec Bette Davis et Henry Fonda), Madame de Lys dans Quasimodo (1939, avec Charles Laughton et Maureen O'Hara), ou encore Miss Olstead dans Dance, Girl, Dance (1940, avec Maureen O'Hara et Louis Hayward).
À la télévision, elle contribue seulement à un épisode (diffusé en 1951) d'une série consacrée au théâtre.

## Théâtre (sélection)
Pièces, jouées à Broadway, sauf mention contraire
- 1917 : A Successful Calamity de Clare Kummer, avec Charles Lane, Roland Young
- 1919 : Good Morning, Judge, comédie musicale, musique de Lionel Monckton et Howard Talbot, lyrics d'Adrian Ross et Percy Greenbank, livret de Fred Thompson, d'après la pièce Le Magistrat (The Magistrate) d'Arthur Wing Pinero
- 1919 : Love Laughs de George D. Parker
- 1923-1924 : Chains de Jules Eckert Goodman, avec Gilbert Emery, Paul Kelly
- 1924 : Leah Kleschna de C.M.S. McLellan, avec William Faversham, Lowell Sherman
- 1924 : That Awful Mrs. Eaton de John Farrar et Stephen Vincent Benét, avec Minor Watson
- 1925 : The Stork de László Fodor, adaptation de Ben Hecht, avec Ferdinand Gottschalk, Morgan Wallace
- 1925 : Ostriches d'Edward Wilbraham
- 1925 : It all depends de Kate McLaurin, mise en scène de John Cromwell, avec Lee Patrick, Charles Trowbridge
- 1925 : The Call of Life d'Arthur Schnitzler, adaptation de Dorothy Donnelly, avec Thomas Chalmers, Douglass Dumbrille, Eva Le Gallienne
- 1926 : Gentle Grafters d'Owen Davis, avec Robert Keith, Morgan Wallace
- 1926 : La Maison du bourreau (Hangman's House) de Willard Mack, adaptation du roman éponyme de Donn Byrne, avec Walter Abel
- 1928 : The Queen's Husband de Robert Emmet Sherwood, mise en scène de John Cromwell, avec Edward Rigby, Roland Young
- 1928-1929 : Little Accident de Floyd Dell et Thomas Mitchell, avec Thomas Mitchell
- 1930 : The Boundary Line de Dana Burnet, avec Otto Kruger, Charles Trowbridge
- 1930 : Hotel Universe de Philip Barry, avec Ruth Gordon, Franchot Tone
- 1930 : Stepdaughters of War de Kenyon Nicholson, avec Warren William
- 1931-1932 : The Left Bank de (mise en scène et produite par) Elmer Rice
- 1932 : Best Years de Raymond Van Sickle, avec Jean Adair
- 1932-1933 : Honeymoon de Samuel Chotzinoff et George Baker, mise en scène de Thomas Mitchell, avec Joseph Calleia, Thomas Mitchell
- 1933 : The Party's Over de Daniel Kusell, mise en scène d'Howard Lindsay, avec Claire Trevor
- 1941-1942 : Letters to Lucerne de Fritz Rotter et Alen Vincent, avec Faith Brook
- 1946 : Little Brown Jug de Marie Baumer, avec Percy Kilbride
- 1948 : Time for Elizabeth de Norman Krasna et Groucho Marx, mise en scène de Norman Krasna, avec Russell Hicks, Otto Kruger
- 1949 : Mort d'un commis voyageur (Death of a Salesman) d'Arthur Miller, mise en scène d'Elia Kazan, avec Paul Muni, Kevin McCarthy (création britannique, à Londres)

## Filmographie partielle
- 1930 : Taxi Talks de Roy Mack (court métrage)
- 1933 : Should Ladies Behave d'Harry Beaumont
- 1934 : Le Voile des illusions (The Painted Veil) de Richard Boleslawski
- 1934 : La mort prend des vacances ou Trois jours chez les vivants (Death takes a Holiday) de Mitchell Leisen
- 1934 : Miss Barrett (The Barretts of Wimpole Street) de Sidney Franklin
- 1934 : L'Agent n° 13 (Operator 13), de Richard Boleslawski
- 1935 : Avril enchanté (Enchanted April) d'Harry Beaumont
- 1935 : Kidnapping (Alias Mary Dow) de Kurt Neumann
- 1935 : Ginger de Lewis Seiler
- 1935 : Mon mari le patron (She maried her Boss) de Gregory La Cava
- 1935 : Chronique mondaine (After Office Hours) de Robert Z. Leonard
- 1935 : Une femme dans la rue (The Girl from 10th Avenue) d'Alfred E. Green
- 1935 : Cardinal Richelieu de Rowland V. Lee
- 1935 : Splendor d'Elliott Nugent

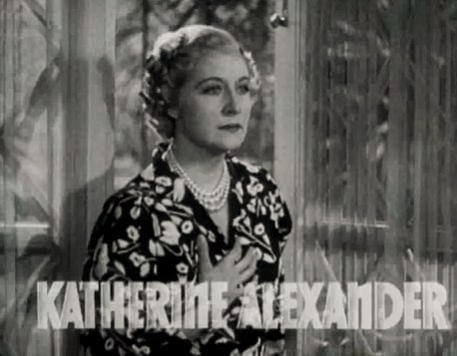
Dans Moonlight Murder (1936)

- 1936 : Moonlight Murder d'Edwin L. Marin
- 1936 : Au seuil de la vie (The Devil is a Sissy) de W.S. Van Dyke et Rowland Brown
- 1936 : L'Or maudit (Sutter's Gold) de James Cruze
- 1936 : Reunion de Norman Taurog
- 1937 : Pension d'artistes (Stage Door) de Gregory La Cava
- 1937 : Mariage double (Double Wedding) de Richard Thorpe
- 1937 : Une certaine femme (That Certain Woman) d'Edmund Goulding
- 1937 : As Good as Married d'Edward Buzzell
- 1937 : The Girl from Scotland Yard de Robert G. Vignola
- 1938 : Joyeux Gitans (Rascals) de H. Bruce Humberstone
- 1939 : Quasimodo (The Hunchback of Notre Dame) de William Dieterle
- 1939 : The Great Man Votes (en) de Garson Kanin
- 1939 : Emporte mon cœur (Broadway Serenade) de Robert Z. Leonard
- 1939 : Three Sons (en) de Jack Hively
- 1939 : L'Autre (In Name Only) de John Cromwell
- 1940 : Chantez, dansez, mes belles ! (Dance, Girl, Dance) de Dorothy Arzner
- 1940 : Anne of Windy Poplars de Jack Hively
- 1941 : Âge ingrat (Small Town Deb) de Harold D. Schuster
- 1941 : Sis Hopkins de Joseph Santley
- 1941 : Angels with Broken Wings (en) de Bernard Vorhaus
- 1942 : Une femme cherche son destin (Now, Voyager) d'Irving Rapper
- 1942 : Au temps des tulipes (The Vanishing Virginian) de Frank Borzage
- 1942 : On the Sunny Side d'Harold D. Schuster
- 1943 : Et la vie continue (The Human Comedy) de Clarence Brown
- 1945 : L'Apprentie amoureuse (Kiss and Tell) de Richard Wallace
- 1948 : For the Love of Mary de Frederick De Cordova
- 1949 : John loves Mary de David Butler